# Пальяро, Алессандра
Алессандра Пальяро (итал. Alessandra Pagliaro; род. 16 июля 1997, Кальтаниссетта, Сицилия) — итальянская тяжелоатлетка, выступающая в весовой категории до 45 килограммов. Участница чемпионатов мира и Европы.

## Биография
Алессандра Пальяро родилась 16 июля 1997 года.

## Карьера
В 2011 Пальяро участвовала на чемпионате мира среди молодёжи в весовой категории до 44 кг, где заняла десятое место, подняв 54 кг в рывке и 58 кг в толчке. В том же году она стала шестой на молодёжном чемпионате Европы, улучшив свой суммарный результат на 9 килограммов.
Спустя год на чемпионате Европы среди молодёжи она стала четвёртой, ещё на один килограмм превысив своё лучшее достижение. Она продолжала бить свои рекорды и дальше, на чемпионате мира среди молодёжи 2012 подняв 122 кг в сумме.
На молодёжном чемпионате мира 2013 Пальяро подняла 125 кг и стала тринадцатой. В том же году она участвовала в чемпионате Европы до 17 лет, где завоевала золотую медаль с итоговым результатом 132 кг.
На чемпионате Европы среди молодёжи 2014 года стала четвёртой и квалифицировалась на летние юношеские Олимпийские игры в Нанкине, где приняла участие в весовой категории до 48 кг. Она заняла девятое место с результатом 133 кг (61 + 72).
Следующим международным турниром для Алессандры Пальяро стал взрослый чемпионат Европы в Сплите 2017 года, где в весовой категории до 48 кг итальянка стала пятой. В том же году она выступила на юниорском чемпионате мира и стала восьмой. На обоих турнирах она показала результат 159 кг. В том же году она стала чемпионкой Европы среди юниоров, подняв 160 кг в сумме (72 + 88).
На взрослом чемпионате Европы 2018 года в Бухаресте вновь стала пятой с результатом 161 кг. Она участвовала на Играх Средиземноморья, где также заняла пятое место, а на взрослом чемпионате мира 2018 года в Ашхабаде стала четвёртой, но завоевала малую бронзовую медаль в рывке (её результат составил 70 кг) после дисквалификации чемпионки Тхуня Сукхароен. В сумме она показала 156 кг, выступая в новой весовой категории до 45 кг.
На чемпионате Европы 2019 года до 23 лет завоевала золото.